# Pyrinia praefulvata
Pyrinia praefulvata är en fjärilsart som beskrevs av W. Warren 1906. Pyrinia praefulvata ingår i släktet Pyrinia och familjen mätare. Inga underarter finns listade.